# Zbyněk Zbyslav Stránský
Zbyněk Zbyslav Stránský (26 de octubre de 1926 - 21 de enero de 2016) fue un museólogo checo, considerado el “padre de la museología científica”. Entre las décadas de 1960 y 1970, fue responsable de uno de los primeros intentos de estructurar una base teórica para la museología al dirigir el Departamento de Museología del Museo de Moravia, en Brno. Con el apoyo del director del museo, Jan Jelínek, fundó una escuela de pensamiento museológico en Brno, con el objetivo de conectar la práctica museística con un sistema teórico específico. Zbyněk Z. Stránský, como solía firmar sus textos, fue el pionero en la construcción de una museología concebida como una ciencia social, creando un sistema autónomo de pensamiento basado en conceptos específicos.

## Biografía
Nacido en Kutná Hora, la antigua Checoslovaquia, el 26 de octubre de 1926, Zbyněk Z. Stránský estudió historia y filosofía en la Universidad Carolina, en Praga, de 1946 a 1950. Durante la década de 1950, trabajó en varios museos checos y en 1962 fue nombrado jefe del innovador Departamento de Museología del Museo Moravo y de la Universidad J. E. Purkyně, en Brno. Bajo la influencia de Jan Jelínek director del museo, estableció la primera escuela de enseñanza de museología dedicada a la teoría museológica en el mundo. Ya en las décadas de 1960 y 1970, Stránský era considerado la figura principal de la escuela museológica centroeuropea.

### Papel en la comunidad internacional
Entre 1980 y 1990, Stránský fue un activo participante del Comité Internacional para la Museología -ICOFOM, del Consejo Internacional de Museos -ICOM, siendo responsable, desde 1985, del proyecto terminológico que tenía como objetivo crear un Tratado de Museología y un Dictionarium. Museológico. Hasta principios de la década de 1990, el ICOFOM había expresado su misión de “establecer la museología como una disciplina científica”. Stránský influyó continuamente en este comité y participó en varias de sus reuniones, convirtiéndose en miembro electo de su junta ejecutiva en 1986.

### La formación en museología y la "Escuela de Brno"
A lo largo de toda su carrera, Zbyněk Z. Stránský trabajó para establecer una formación completa y coherente en museología,con el objetivo de asegurar un lugar para los museólogos como pensadores e investigadores. En 1962, algunos profesionales del Museo Moravo crearon el Departamento de Museología, vinculado institucionalmente tanto al museo como a la Universidad J. E. Purkyně, estableciendo una línea de formación museológica que se caracterizaría como la “Escuela de Brno”.La ansiada transformación preveía “hacer del trabajo museístico una verdadera profesión”.
El 20 de junio de 1968, los estudiantes de la primera promoción de museología recibieron sus diplomas universitarios en Brno.Según Stránský, la mayoría de ellos eran directores de museos o profesionales que ya tenían un título en otra disciplina. El curso de museología tuvo una duración de dos años, con cuatro sesiones de cien lecciones cada una, que incluían cursos teóricos y lecciones prácticas. Los temas de las clases se dividieron entre museología general y museología especial.
En 1986, su programa de formación en museología en Brno ganaría cada vez más seguidores de todas partes del mundo con la creación de su Escuela Internacional de Verano de Museología (ISSOM). Dentro de la estructura de la Universidad Masaryky con el apoyo de la UNESCO, el ISSOM duró hasta 1999, difundiendo los conocimientos teóricos de la Museología. En 1998, Stránský abandonó la ciudad de Brno para vivir en Banská Bystrica, una ciudad de Eslovaquia, donde creó el Departamento de Ecomuseología, que coordinaría.
Stránský continuó enseñando museología en la Universidad de Matej Bel, en Banská Bystrica, hasta el año 2002. En los años siguientes, regresó a Brno como profesor invitado. Stránský siguió publicando textos sobre la teoría de la museología, intentando reafirmar y adaptar su sistema estructurado para esta ciencia hasta la primera década de este siglo. Murió en Banská Bystrica el 21 de enero de 2016.

## Puntos de vista sobre la Museología
La evolución del término "museología", que ha adquirido diversas connotaciones a lo largo del siglo XX e incluso antes, fue impulsada por el esfuerzo de algunos profesionales de museos checos por obtener legitimidad académica. A partir de la década de 1960, la museología experimentaría una transformación significativa, emergiendo como una disciplina autónoma y consolidando su estatus como ciencia, proporcionando así los fundamentos indispensables para la práctica museística.
En su teoría estructural, Stránský estaba comprometido con investigar puntos esenciales que consideraba indispensables para la constitución de una disciplina científica:
1. primero, una ciencia debe definir un tema de estudio específico;
2. luego, una ciencia debe utilizar su propio conjunto de métodos;
3. una ciencia debe tener una terminología específica, un lenguaje; y, por último,
4. debe basarse en un sistema teórico.[10]

La búsqueda de legitimación científica, por lo tanto, debería ir acompañada de la construcción concomitante de un sistema teórico museológico acorde con el marco de las ciencias contemporáneas.

### Metamuseología
En el contexto de la década de 1960, Stránský señaló que había razones objetivas para el “nacimiento de la museología como ciencia”;sin embargo, su prerrequisito interno, es decir la estructura lógica, era inexistente. Su pregunta sobre el carácter de la museología, entonces, lo llevó a reflexionar sobre la base teórica de la teoría misma. En otras palabras, Stránský construyó una problemática metateórica como punto de partida para estructurar la disciplina científica, introduciendo la noción de metamuseología.El término designa “la teoría cuyo tema es la museología en sí misma”, estando en cierto modo estrictamente ligada a la museología, pero también relacionada con la filosofía, la historia y la teoría de la ciencia y la cultura.
En su enfoque metamuseológico, el primer problema planteado se refería al tema de estudio de la museología. Stránský propuso algunas preguntas desconcertantes para el campo en desarrollo. Con su declaración inicial, en la que niega al museo como sujeto científico, el autor abrió el camino hacia un largo proceso de autorreflexión que marcó las bases de la museología en Europa del Este.
Al afirmar que “el sujeto de la museología no es ni puede ser el museo”, Stránský pretendía separar el “instrumento” –o los medios, es decir, el museo– y el “fin” al que sirve. Alega, en efecto, lo que podría haberse considerado obvio en el contexto de los museos de posguerra: que el museo, como institución que sirve a un fin determinado, no podía ser el objeto de estudio de una ciencia. Sin embargo, y en un enfoque tautológico según algunos de sus críticos, propondría que el objeto de estudio de la museología debería buscarse en la propia obra museística, en la tarea “sistemática y crítica” de producir el objeto de museo o musealia, en terminología stranskiana.

### Musealidad
Este pensador fue, entonces, responsable de la dislocación del sujeto de la museología del museo, como institución histórica, hacia la musealidad, entendida como un “valor documental específico”. Este último concepto, central en su teoría, llevaría a Stránský a concebir la intención cognitiva de la museología como la interpretación científica de una “actitud del hombre ante la realidad”. En su opinión, esta apropiación del carácter museístico de las cosas, que denominó “musealidad”, debe estar “en el centro de la intención gnoseológica de la museología”como tarea científica de esta disciplina, delimitando su posición dentro del sistema de las ciencias.
De ahí que el concepto de musealidad ("muzealita"), entendido como la “calidad” o “valor” de las musealia, apareciera en las obras de Stránský en 1970, proponiéndose como el verdadero objeto de estudio de la museología. Sin embargo, los primeros intentos de definir el término presentaron problemas lógicos.
El museólogo de la antigua República Democrática Alemana, Klaus Schreiner, por ejemplo, no concibió la musealidad como propiedad de un objeto en sí mismo, sino como algo que se atribuye al objeto solo en el contexto de una disciplina particular y especializada. Según Schreiner, no puede haber un valor “en sí mismo” y el concepto de musealidad en el sentido stranskiano es producto de una “axiología burgués-imperialista”. Considera que el valor filosófico propagado es “atemporal, sin clases y generalmente no humano” y que, como tal, “absolutiza los intereses de clase burgueses”. Como señaló Peter Van Mensch, Stránský modificaría el concepto de musealidad a lo largo de los años, cambiando su sentido de una categoría de valor a la propia “orientación valorativa específica”.

## Influencias
Se pueden señalar varias influencias en la obra de Zbyněk Z. Stránský. Sin embargo, no todas pueden ser corroboradas con citas directas en sus textos. Algunos autores suponen, por ejemplo, que el conocimiento de los estudios del belga Paul Otlet sobre bibliología habría influido en el pensamiento stranskiano sobre la museología científica. En sus textos teóricos, se pueden destacar, entre los autores más citados, a los checos Jiři Neustupný y Josef Beneš, así como el ruso Awraam M. Razgon. Además, hay que reconocer el apoyo fundamental de los checos Jan Jelínek y Vinoš Sofka, quienes contribuyeron a los diálogos establecidos entre Stránský y el contexto internacional de la museología a través de su inserción en el ICOFOM y la creación de la ISSOM.

## Autores influenciados
El pensamiento referencial de Stránský para Europa Central y del Este sería citado en publicaciones principalmente desde la década de 1970, por autores como el ruso A. M. Razgon, el británico Geoffrey D. Lewis, el alemán de la RDA Klaus Schreiner, la checa Anna Gregorová, la brasileña Waldisa Rússio, y el holandés Peter van Mensch, entre otros.
En los años 1990, varios autores de museología, a partir de la vinculación con Stránský y sus trabajos en ICOFOM e ISSOM, tomarían sus propias interpretaciones de las reflexiones que él inició, asimilando sus propias ideas al pensamiento de sus respectivos países; este sería el caso, por ejemplo, de Bernard Deloche, en Francia, y Tereza Scheiner, en Brasil.
En general, si bien algunos museólogos anglosajones intentan reducir la disciplina a un conjunto de técnicas, los de los países situados en la antigua Europa del Este, como Anna Gregorová y Klaus Schreiner, la definen como una ciencia en construcción. En efecto, los primeros críticos de esta concepción son Kenneth Hudson (Reino Unido) y George E. Burcaw (Estados Unidos), de modo que el enfoque más teórico de la museología, de modo que el enfoque más teórico de la museología, propuesto por Stránský, fue seguido por autores de países con mayor tendencia a la teorización: las escuelas alemana y latina, así como América Latina.
Autores como el holandés Peter van Mensch propusieron estructurar la disciplina basándose en el modelo iniciado por Stránský. Van Mensch entendía la museología según cinco aspectos: museología general, museología teórica (o metamuseología, para Stránský), museología especial, museología histórica y museología aplicada. A estos cinco aspectos, Stránský propondría incluir la museología social, para estudiar el fenómeno de la musealización en las sociedades actuales. Además, Peter van Mensch ampliaría su reflexión sobre la profesionalización de la museología. Propone el modelo PRC (Preservación, Investigación y Comunicación), basado en el reconocimiento de la disciplina como una verdadera ciencia.

### La influencia en ICOFOM LAM
Siguiendo el espíritu de la Declaración de Santiago de Chile (1972) y con el objetivo de descentralizar la acción del Comité Internacional de Museología, se creó en 1986 el Subcomité Regional de ICOFOM para América Latina y el Caribe (ICOFOM LAM), ideado por Nelly Decarolis (Argentina) y Tereza Scheiner (Brasil). Se reafirmaría el perfil científico del campo y las reflexiones teóricas, consideradas cuestiones centrales para la Región. Sin embargo, Tereza Scheiner y Luciana Menezes de Carvalho (Brasil) señalaron que, a diferencia de Stránský, “la museología tiene carácter de teoría, pero no de ciencia”.
Particularmente en el contexto de Brasil, la perspectiva teórica desarrollada por Stránský fue introducida en el país en la década de 1980, principalmente a través de los trabajos de Waldisa Rússio (en São Paulo) y Tereza Scheiner (en Río de Janeiro), ambas responsables de la creación de “escuelas” basadas en el pensamiento de este autor y marcadas por la configuración de la museología como ciencia.

### Reconocimiento académico y profesional
En 1993, con la obra "De museologica" (manuscrito), Stránský recibió el título de profesor asociado (en checo, docente).
En 1996, al ser otorgado el título de profesor titular, declinó aceptarlo argumentando que la museología carecía de reconocimiento oficial como ciencia.
En 2006, Stránský recibió de manos del rector Petr Fiala la medalla de plata de la Universidad Masaryk.
En Brasil, con el apoyo del ICOFOM, la Universidad Federal del Estado de Río de Janeiro (UNIRIO) organizó un homenaje a Stránský durante el III Ciclo de Debates de la Facultad de Museología, llevado a cabo en octubre de 2015, en celebración del 50 aniversario de la declaración de Stránský sobre el tema de estudio de la museología en 1965. Se editó el libro Stránský: Uma ponte Brno-Brasil como resultado de este encuentro.
En 2015, el Subcomité Regional de ICOFOM para América Latina y el Caribe (ICOFOM LAM) dedicó el año al trabajo de Stránský y su influencia en la región, con motivo de la XXIII Reunión Anual de ICOFOM LAM, la Ciudad de Panamá.
Tras su muerte en 2016, la revista checa Museologica Brunensia organizó un número especial dedicado a Zbyněk Z. Stránský.

### Principales publicaciones
Stránský, Z. Z. (1966). Predmet muzeologie. In Sborník materiálů prvého muzeologického symposia (pp. 30-33). Brno: Moravské muzeum.
Stránský, Z. Z. (1969). The first museology graduates in Brno. ICOM – International Council of Museums, ICOM News / Nouvelles de l’ICOM, 22(2), 61-62.
Stránský, Z. Z. (1970). Múzejnictvo v relácii teórie a praxe. Múzeum, 15(3), 173-183.
Stránský, Z. Z. (1974). Brno: Education in Museology. Museological Papers V, Supplementum 2. Brno: J. E. Purkyně University and Moravian Museum.
Stránský, Z. Z. (1977). La voie du musée, exposition au Musée de Morave, Brno. Museum, 39(4), 183-191. (Publicado bajo el seudónimo E. Schneider).
Stránský, Z. Z. (1978). Museological principles of museum exhibitions. In The Problems of Contents, Didactics and Aesthetics of Modern Museum Exhibitions (pp. 71-93). International Museological Seminary.
Stránský, Z. Z. (1980a). Museology as a Science (a Thesis). Museologia, 15(XI), 33-39.
Stránský, Z. Z. (1980b). In V. Sofka (Ed.), MUWOP: Museological Working Papers/DOTRAM: Documents de Travail en Muséologie (Vol. 1, pp. 42-44). Stockholm: ICOM, International Committee for Museology/ICOFOM; Museum of National Antiquities. Disponible en: http://network.icom.museum/icofom/publications/our-publications/
Stránský, Z. Z. (1981). In V. Sofka (Ed.), MUWOP: Museological Working Papers/DOTRAM: Documents de Travail en Muséologie (Vol. 2, pp. 19-22 y 72-76). Stockholm: ICOM, International Committee for Museology/ICOFOM; Museum of National Antiquities. Disponible en: http://network.icom.museum/icofom/publications/our-publications/
Stránský, Z. Z. (1984). Dictionarium museologicum und unsere Teilnahme. Muzeum, 29(3), 11-17.
Stránský, Z. Z. (1985a). Working Group on the Treatise on Museology – aims and orientation. Museological News, Semi-Annual Bulletin of the International Committee of ICOM for Museology, 8, 25-28.
Stránský, Z. Z. (1985b). Working Group on terminology. Museological News, Semi-Annual Bulletin of the International Committee of ICOM for Museology, 8, 29-31.
Stránský, Z. Z. (1995). Introduction à l’étude de la muséologie. Destinée aux étudiants de l’École Internationale d’Été de Muséologie – EIEM. Brno: Université Masaryk.
Stránský, Z. Z. (2005). Archeologie a muzeologie. Brno: Masarykova Univerzita.
Textos publicados en ICOFOM Study Series (disponibles aquí):
Stránský, Z. Z. (1984). A provocative check list. In Collecting Today for Tomorrow (ISS 6, pp. 7-11).
Stránský, Z. Z. (1988). Comment. In Museology and Developing Countries (ISS 15, pp. 237-240).
Stránský, Z. Z. (1988). Commentaire. In Muséologie et pays en voie de développement (ISS 15, pp. 241-244)
Stránský, Z. Z. (1985). Comments and views on basic papers presented in ISS No. 8: Originals and Substitutes in Museums. ISS 9, 61-63.
Stránský, Z. Z. (1984). Current acquisition policy and its appropriateness for tomorrow's needs. ISS 6, 145-151.
Stránský, Z. Z. (1989). Forecasting – a museological tool? Museology and futurology. ISS 16, 297-301.
Stránský, Z. Z. (1987). Is museology a sequel of the existence of museums or did it precede their arrival and must museology thus programme their future? ISS 12, 287-292.
Stránský, Z. Z. (1980). La muséologie – science ou seulement travail pratique du musée? DoTraM, 1, 42-44.
Stránský, Z. Z. (1987). La muséologie est-elle une conséquence de l’existence des musées ou les précède-t-elle et détermine leur avenir? ISS 12, 293-298.
Stránský, Z. Z. (1986). La muséologie et l’identité: commentaires et points de vue. ISS 11, 55-60.
Stránský, Z. Z. (1989). La prospective – un outil muséologique? Muséologie et futurologie. ISS 16, 303-308.
Stránský, Z. Z. (1981). La théorie des systèmes et la muséologie. MuWoP, 2, 72-76.
Stránský, Z. Z. (1983). Methodology of museology and professional training. ISS 1, 126-132.
Stránský, Z. Z. (1983). Methodology of museology and training of personnel – Comments. ISS 3, 14-22.
Stránský, Z. Z. (1988). Museologie: deus ex-machina. ISS 15, 215-223.
Stránský, Z. Z. (1986). Museology and identity: comments and views. ISS 11, 49-53.
Stránský, Z. Z. (1988). Museology deus ex-machina. ISS 15, 207-214.
Stránský, Z. Z. (1983). Museum – Territory – Society – Comments. ISS 3, 28-31.
Stránský, Z. Z. (1983). Museum – Territory – Society. ISS 2, 27-33.
Stránský, Z. Z. (1994). Object - document, or do we know what we are actually collecting? ISS 23, 47-51.
Stránský, Z. Z. (1985). Originals versus substitutes. ISS 9, 95-102.
Stránský, Z. Z. (1985). Originaux contre substitutes. ISS 9, 103-113.
Stránský, Z. Z. (1985). Originaux et substituts dans les musées: Commentaires et points de vue sur les mémoires de base présentés dans l'ISS N° 8. ISS, 9, 65–68.
Stránský, Z. Z. (1984). Politique courante d’acquisition et adaptation aux besoins de demain. ISS, 6, 152–160.
Stránský, Z. Z. (1993). The Department of Museology, Faculty of Arts, Masaryk University of Brno and the questions of defining a profile of the museology curriculum.. ISS, 22, 127–131.
Stránský, Z. Z. (1991). The language of exhibitions. ISS, 19, 129–133.
Stránský, Z. Z. (1997). The ontology of memory and museology. ISS, 27, 269–272.
Stránský, Z. Z. (1984). Une check-list provocatrice. En Collectionner aujourd'hui pour demain (pp. 12-14). ISS, 6.